# 圣马丹德拉梅尔
圣马丹德拉梅尔（法語：Saint-Martin-de-la-Mer，法語發音：[sɛ̃ maʁtɛ̃ də la mɛʁ]）是法国科多尔省的一个市镇，位于该省南部，属于博讷区。

## 地理
圣马丹德拉梅尔（47°14'10"N, 4°14'3"E）面积23.22 平方千米，位于法国勃艮第-弗朗什-孔泰大區科多尔省，该省份为法国中东部省份，北起奥布省，西接涅夫勒省和约讷省，南至索恩-卢瓦尔省，东南接汝拉省，东临上索恩省，东北部与上马恩省接壤。
与圣马丹德拉梅尔接壤的市镇（或旧市镇、城区）包括：索略、布拉诺、莫尔旺地区尚波、列奈、莫尔旺地区阿利尼。

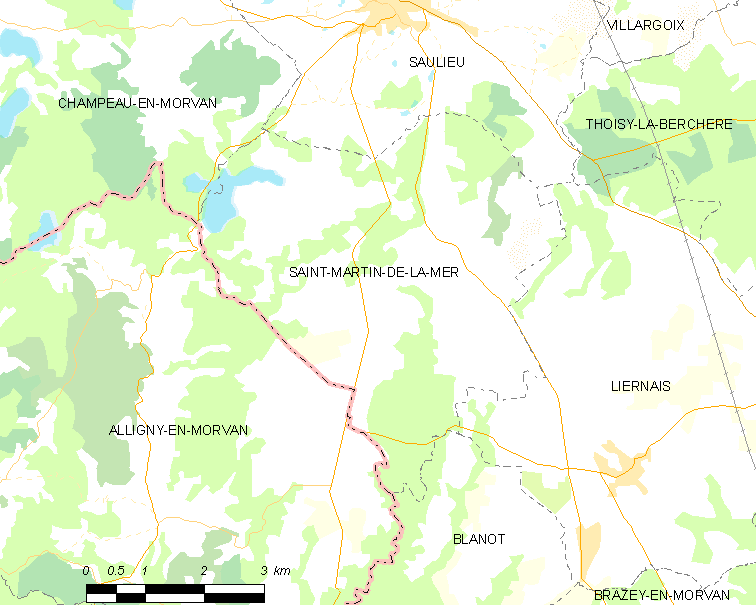
圣马丹德拉梅尔的OSM定位图

圣马丹德拉梅尔的时区为UTC+01:00、UTC+02:00（夏令时）。

## 行政
圣马丹德拉梅尔的邮政编码为21210，INSEE市镇编码为21560。

## 政治
圣马丹德拉梅尔所属的省级选区为阿尔奈勒迪克县。

## 人口

1962-2008年间圣马丹德拉梅尔人口变化图示

圣马丹德拉梅尔于2022年1月1日时的人口数量为279人。